# Jucurutu
Jucurutu é um município brasileiro pertencente ao estado do Rio Grande do Norte, localizado na região do Seridó, região centro-sul do estado, distante 246 km da capital estadual, Natal.

## Etimologia
Jucurutu é um dos nomes populares da coruja da espécie Bubo virginianus, a qual é bastante comum no sertão nordestino. Acredita-se que o termo venha do tupi, língua na qual significa "coruja".

## Geografia
Com uma área de 933,73 km², é o nono maior município do Rio Grande do Norte em território, ocupando 1,7681% da superfície estadual. É limitado a norte por Assu, Triunfo Potiguar e São Rafael; a sul, Caicó, São Fernando e Jardim de Piranhas; a leste, Santana do Matos, Florânia e São Rafael e, a oeste, Campo Grande, Triunfo Potiguar, Jardim de Piranhas e Belém do Brejo do Cruz, este último na Paraíba. Está distante 246 km da capital estadual, Natal, e 2 239 km da capital do país, Brasília. Pertence às regiões geográficas intermediária e imediata de Caicó, de acordo com a divisão do Instituto Brasileiro de Geografia e Estatística (IBGE) vigente desde 2017. Até então, com a divisão em microrregiões e mesorregiões, que vigorava desde 1989, o município fazia parte da microrregião do Vale do Açu, que por sua vez estava incluída na mesorregião do Oeste Potiguar.
O relevo de Jucurutu, em boa parte, está incluído na Depressão Sertaneja, com terrenos de transição entre o Planalto da Borborema e a Chapada do Apodi. O restante está inserido no Planalto da Borborema, que abrange as áreas de maior altitude. Geologicamente, o município está em área de abrangência de rochas calcárias da Formação Jucurutu, que compõem o embasamento cristalino, formadas há cerca de um bilhão de anos, durante o período Pré-Cambriano Médio, sendo também encontradas rochas granito-gnáissicas da Formação Seridó.
Os solos do município são relativamente férteis e possuem uma textura mista, constituída de areia e argila, variando conforme a drenagem e a profundidade. Predominam os luvissolos, chamados de bruno não cálcicos vérticos na antiga classificação, que são pouco profundos, moderadamente drenados e mais susceptíveis ao fenômeno da erosão. Nas áreas de leito do Rio Piranhas ocorrem os solos aluviais ou neossolos, que são mais profundos e possuem drenagem semelhante aos luvissolos. Há também áreas de solos litólicos, também chamados de neossolos, e de latossolo do tipo vermelho-amarelo. Esses solos são cobertos pela vegetação xerófila da caatinga, com espécies de pequeno porte, cujas folhas desaparecem na estação seca. Em Jucurutu, próximo à divisa com Caicó, localiza-se a Reserva Particular do Patrimônio Natural Stoessel de Britto, criada em 20 de maio de 1994 pela portaria federal 0052/94-N e cobrindo uma área de 818,50 hectares.

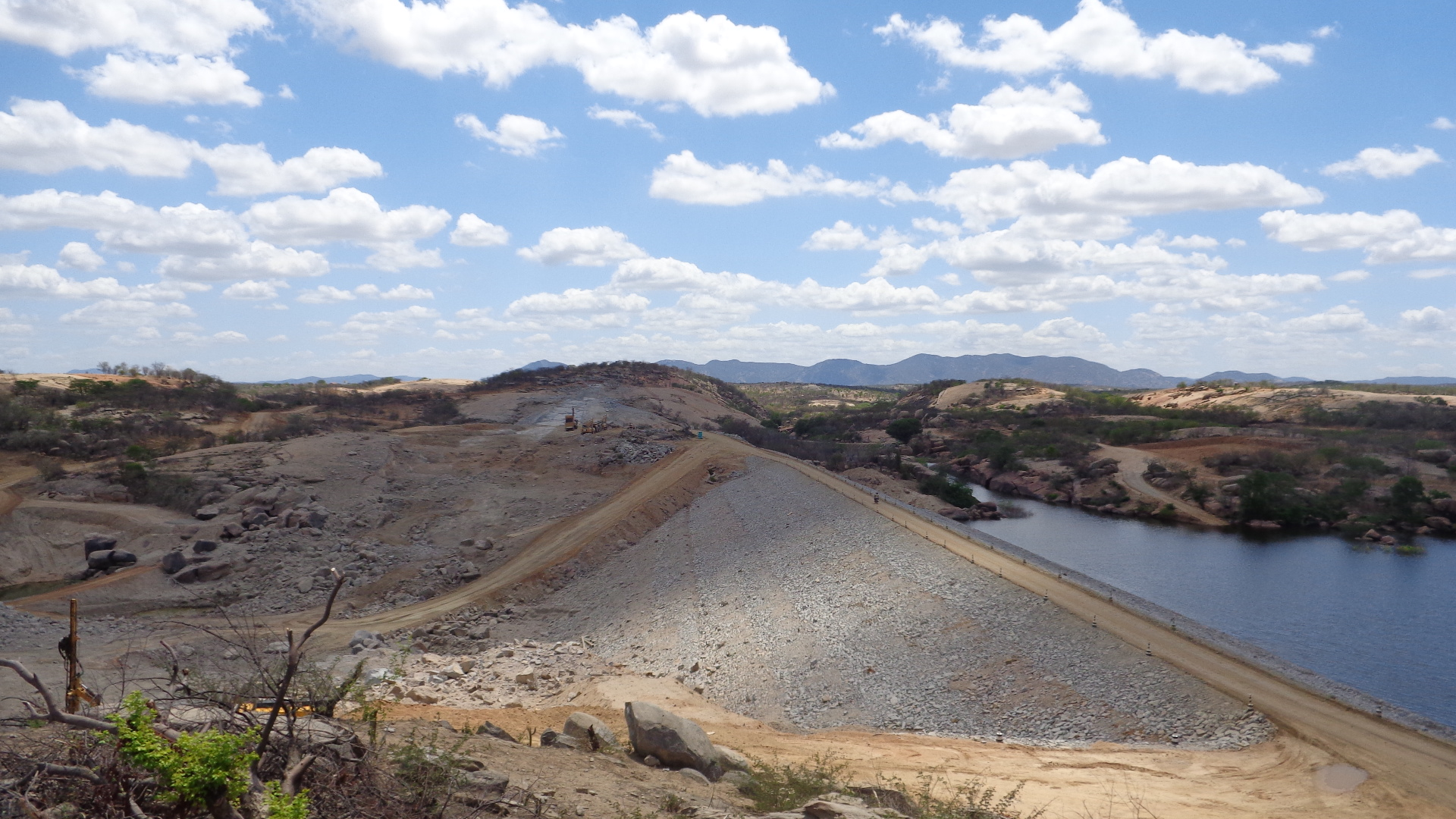
Obras de construção da Barragem de Oiticica em fevereiro de 2014

Todo o território jucurutuense pertence à bacia hidrográfica do Rio Piranhas-Assu, cujo rio principal passa ao lado da cidade. Também passam pelo municípios os riachos Barra Branca, João Grande e Tapera. Em Jucurutu se localiza a parede da Barragem de Oiticica, em construção no leito do rio Piranhas e projetada para ser o terceiro maior reservatório do Rio Grande do Norte, com capacidade armazenar 556 milhões de metros cúbicos de água, abrangendo também áreas dos municípios de São Fernando e Jardim de Piranhas. O objetivo da barragem é promover a segurança hídrica do Seridó e controlar a vazão do rio, de forma a prevenir enchentes no Vale do Açu.
Levando-se em conta apenas o índice pluviométrico, o clima é tropical chuvoso. Incluindo-se o risco de seca e a evapotranspiração (índice de aridez igual ou superior a 0,5 e déficit hídrico igual ou superior a 60%), o clima é semiárido, com chuvas concentradas no primeiro semestre. Desde dezembro de 1910, quando teve o início o monitoramento pluviométrico de Jucurutu, a maior chuva em 24 horas alcançou 217,3 mm em 4 de março de 1946, seguido por 197,5 mm em 20 de março de 1960, 176,3 mm em 25 de janeiro de 2011, 160 mm em 21 de abril de 1950, 157 mm em 27 de janeiro de 1957, 150,8 mm em 8 de maio de 1947 e 150 mm em 4 de maio de 1962. Desde julho de 2020, quando entrou em operação uma estação meteorológica automática da EMPARN na cidade, a menor temperatura ocorreu na madrugada de 13 de dezembro de 2022 (18 °C) e a maior em 31 de outubro de 2023 (40,4 °C).
| Dados climatológicos para Jucurutu                                                              | Dados climatológicos para Jucurutu | Dados climatológicos para Jucurutu | Dados climatológicos para Jucurutu | Dados climatológicos para Jucurutu | Dados climatológicos para Jucurutu | Dados climatológicos para Jucurutu | Dados climatológicos para Jucurutu | Dados climatológicos para Jucurutu | Dados climatológicos para Jucurutu | Dados climatológicos para Jucurutu | Dados climatológicos para Jucurutu | Dados climatológicos para Jucurutu | Dados climatológicos para Jucurutu |
| Mês                                                                                             | Jan                                | Fev                                | Mar                                | Abr                                | Mai                                | Jun                                | Jul                                | Ago                                | Set                                | Out                                | Nov                                | Dez                                | Ano                                |
| ----------------------------------------------------------------------------------------------- | ---------------------------------- | ---------------------------------- | ---------------------------------- | ---------------------------------- | ---------------------------------- | ---------------------------------- | ---------------------------------- | ---------------------------------- | ---------------------------------- | ---------------------------------- | ---------------------------------- | ---------------------------------- | ---------------------------------- |
| Temperatura máxima recorde (°C)                                                                 | 39,3                               | 39,7                               | 39,1                               | 37,2                               | 35,5                               | 37,2                               | 38,5                               | 38,7                               | 39,7                               | 40,4                               | 39,8                               | 39,9                               | 40,4                               |
| Temperatura mínima recorde (°C)                                                                 | 21,1                               | 21,9                               | 22,3                               | 22,2                               | 21,2                               | 21                                 | 21,5                               | 20,7                               | 22                                 | 21,8                               | 22,2                               | 18                                 | 18                                 |
| Precipitação (mm)                                                                               | 70,1                               | 120,8                              | 203,3                              | 194,6                              | 102,8                              | 41,8                               | 23                                 | 7,7                                | 4,2                                | 4,3                                | 8,4                                | 24                                 | 805                                |
| Fonte: EMPARN (médias de precipitação: 1911-2020; recordes de temperatura: 28/07/2020-presente) |                                    |                                    |                                    |                                    |                                    |                                    |                                    |                                    |                                    |                                    |                                    |                                    |                                    |